# Mimet
Mimet är en kommun i departementet Bouches-du-Rhône i regionen Provence-Alpes-Côte d'Azur i sydöstra Frankrike. Kommunen ligger  i kantonen Gardanne som ligger i arrondissementet Aix-en-Provence. År 2022 hade Mimet 4 147 invånare.

## Befolkningsutveckling
Antalet invånare i kommunen Mimet
Referens:INSEE